# Província de Narciso Campero

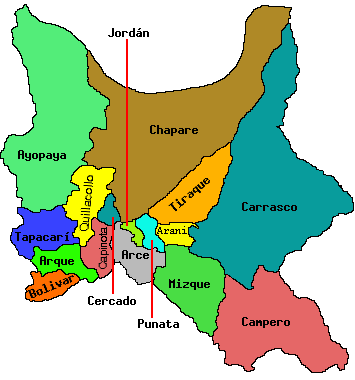
Les províncies del Departament de Cochabamba.

La província de Narciso Campero és una de les 16 províncies del Departament de Cochabamba, a Bolívia. La seva capital és Aiquile. Pren el nom de Narciso Campero, President de Bolívia de 1880 a 1884.